# 安徽省宿城第一中学
安徽省宿城第一中学是位于安徽省宿州市的一所省级重点中学，简称宿城一中，其前身是由中国同盟会早期会员王雪渔先生于1906年创办的正宜中学堂，后成为皖北地区第一所近代中学。

## 历史沿革与荣誉
- 1906年，中国同盟会早期成员王雪渔先生创办了正宜中学堂，是为安徽省宿城第一中学的前身
- 1953年，安徽省宿城第一中学被安徽省政府评选为安徽省首批省级重点中学
- 1960年，安徽省宿城第一中学被评选为“全国教育战线先进单位”
- 1999年，安徽省宿城一中被安徽省政府命名为“安徽省示范高中”
- 2011年，安徽省宿城一中初高中部分离，高中部由位于宿州市埇桥区浍水路35号的老校区迁至位于埇桥区银河三路的新校区